# Caria stillaticia
Caria stillaticia är en fjärilsart som beskrevs av Dyar 1912. Caria stillaticia ingår i släktet Caria och familjen Riodinidae. Inga underarter finns listade i Catalogue of Life.